# Allraheligaste Guds Moders förböns kyrka, Rastište
Allraheligaste Guds Moders förböns kyrka (serbisk kyrilliska: Црква Покрова Пресвете Богородице; latinska: Crkva Pokrova Presvete Bogorodice) är en serbisk-ortodox kyrkobyggnad belägen i byn Rastište, i tätorten Bajina Bašta i den statistiska regionen Šumadija och västra Serbien, i Serbien.
Kyrkan är helgad åt Guds Moders Beskydd och tillhör Žičas stift.

## Historik
Idén om att bygga Allraheligaste Guds Moders förböns kyrka i Rastište uppstod i början av 1990-talet.
Kyrkan började att byggas år 1991, då grunden lades. 1992 avbröts arbetet på grund av de Jugoslaviska krigen. Arbetet sattes snart igång igen och kyrkan stod klar 1994. Den invigdes till slut 2004.

## Inventarier
- Kyrkans ikonostas tillverkades av Radivoje Andrić.[1]
- Ikonostasens ikoner målades av målaren Dragomir Marunić från Belgrad.[1]

## Bilder

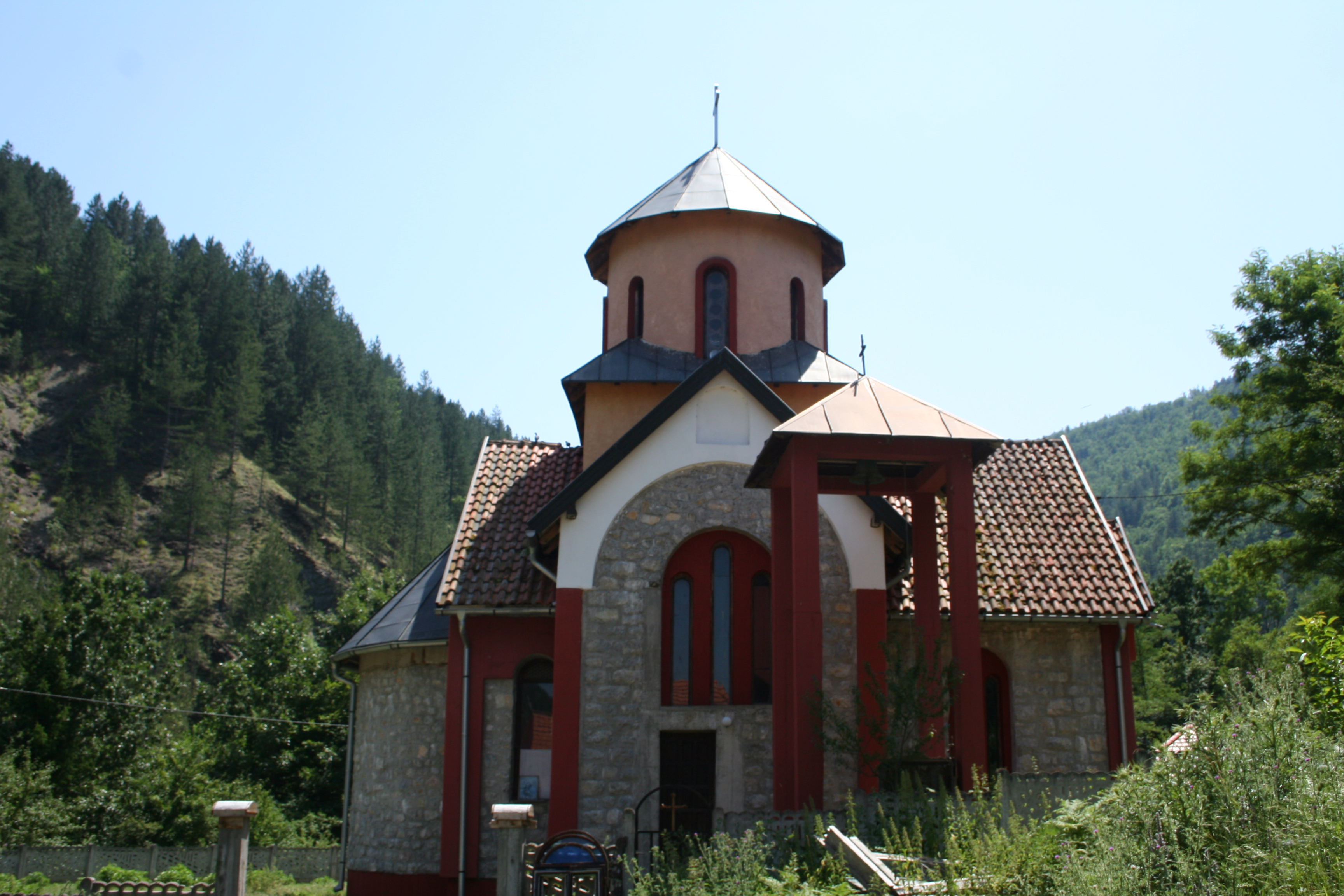
Framsidan och entrén.
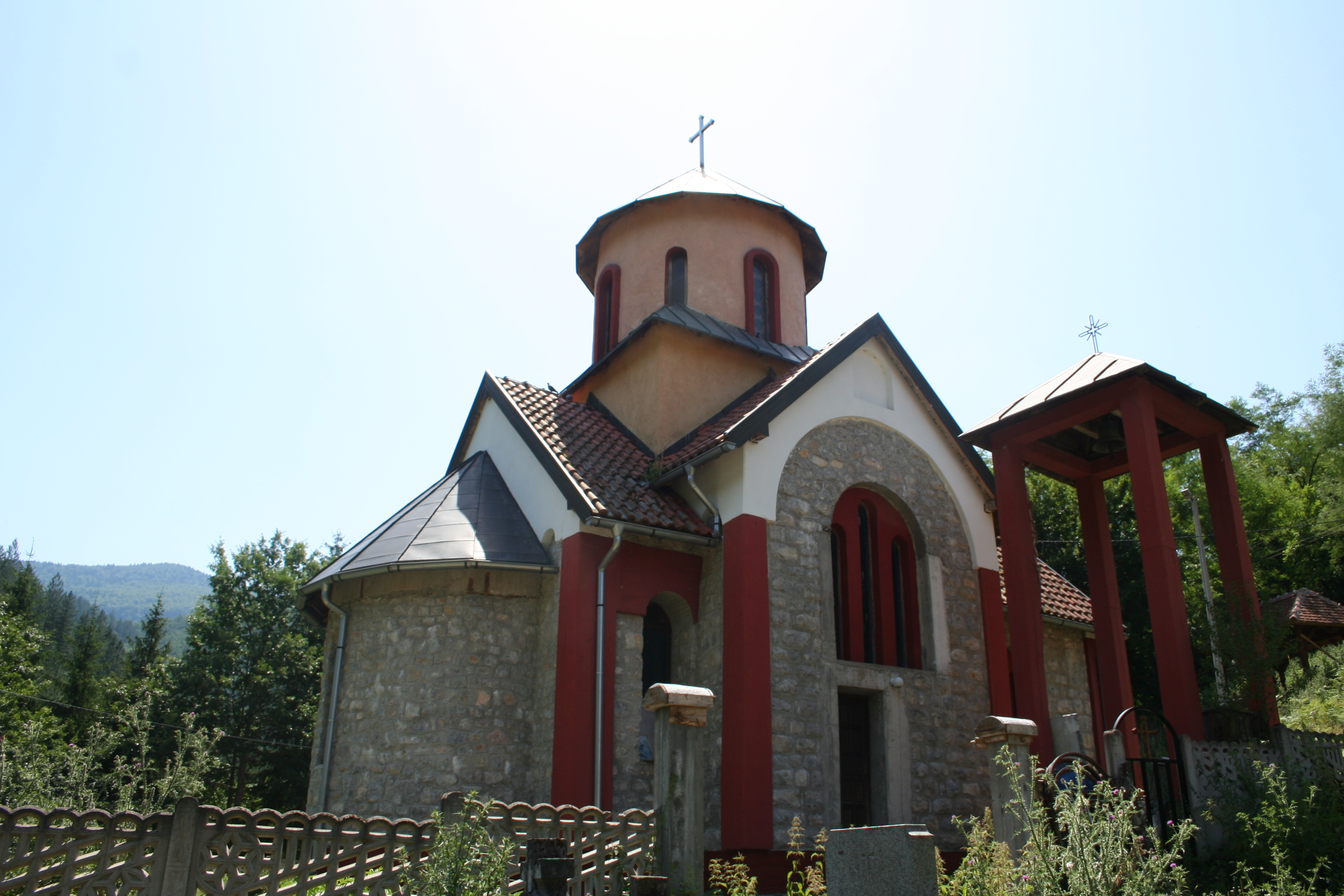
Baksidan och absiden.